# جائزة الرواية العربية
جائزة الرواية العربية الصادرة عن "مجلس السفراء العرب في باريس" هي جائزة أدبية فرنسية تأسست عام 2008.
تهدف هذه الجائزة إلى "مكافأة عمل ذي قيمة أدبية عالية، فضلاً عن تعزيز الحوار بين الثقافات بين الوطن العربي وفرنسا من خلال تسليط الضوء على الأدب العربي المترجم أو المكتوب مباشرة باللغة الفرنسية".  وتحظى هذه الجائزة برعاية مجلس السفراء العرب في فرنسا بالشراكة مع معهد العالم العربي، وهي تستفيد من مبلغ وقفي بقيمة 15000 يورو.
في حزيران 2012، حصل بوعلام صنصال على هذه الجائزة عن كتابه شارع داروين على الرغم من معارضة السفراء العرب الذين يمولونه بسبب زيارة صنصال إلى إسرائيل للتحدث في مهرجان القدس للكتًاب.    وقد أدى هذا الرفض إلى استقالة عضو لجنة التحكيم أوليفييه بوافر دارفور Olivier Poivre d'Arvor [الفرنسية] 

## هيئة المحكمين
تم إطلاق الجائزة بأعضاء لجنة التحكيم التالية: 
- هيلين كارير دانكوس من الأكاديمية الفرنسية ، الرئيس الفخري
- دومينيك بوديس ، مدير معهد العالم العربي آنذاك
- هيلي بيجي
- طاهر بن جلون
- بيير برونيل
- بول كونستانت
- باولا جاك
- كريستين جورديس
- فينوس خوري-غاتا
- ألكسندر نجار
- أوليفييه بوافر دارفور
- دانييل ساليناف
- إلياس صنبر

## الفائزون بالجائزة
- 2008: إلياس خوري عن Comme si elle dormait ، ترجمة رانيا سمارة، دار Actes Sud
- 2009: جمال الغيطاني عن Les Poussières de l'effacement ، ترجمة خالد عثمان ، دار سوي للنشر
- 2010: رشيد بوجدرة عن Les Figuiers de Barbarie ، محرر. غراسيت وماهي بينبين لنجوم سيدي مومن ، فلاماريون
- 2011: حنان الشيخ عن Toute une histoire ، ترجمة ستيفاني دوجولس، Actes Sud.
- 2012: بوعلام صنصال لشارع داروين ، دار غاليمار

## روابط خارجية
- La Tragéomédie du prix du Roman Arabe على ثقافة فرنسا